# 비밀 선거
비밀 선거(秘密選擧) 또는 비밀/무기명 투표(秘密/無記名 投票, 영어: secret ballot) 혹은 1856년에 세계최초로 호주에서 시작된 연유로 호주식 투표(濠洲式 投票,영어: Australian ballot)는 선거인이 어느 후보자를 선출하는지 알 수 없게 하는 것이다. 공개 선거(公開選擧)에 대립되는 말로, 선거의 4원칙의 하나이다.

## 공개 선거와 비밀 선거
공개선거는 선거인의 투표내용을 공개하는 것으로 서명(呼名), 거수(擧手), 기립(起立), 기명(記名) 등에 의한 방법이 있다. 공개선거는 투표의 책임을 명백히 한다는 뜻에서 채용되기도 하지만, 자유로운 의사표시를 방해할 위험이 크기 때문에 선거의 공정성이나 자유로운 분위기를 보장할 수 없다는 결점이 있다. 따라서 대부분의 현대 민주국가는 무기명투표·투표용지 관급주의 등에 의하여 선거인의 비밀선거를 보장하고 있다. 다만, 의사결정 시스템의 발달은 선거 결과의 공정성을 위협하고 있다. 즉 빅 브라더 사회처럼 시스템의 최고 권위자가 모든 것을 통제하는 방식이 선거 과정에서도 적용될 수 있다. 따라서 유권자의 인권이 보장되는 국가에 한해서는 기명투표 및 공개 선거를 하자는 논의가 일부 일어날 분위기다. 쉽게 말하면, 유권자 각자가 체크한 선거용지의 명확성으로 인해서, 부정선거의 논란에 대한 진위여부를 쉽게 판단할 수 있다. 무기명투표 및 비밀 선거의 경우에는 유권자 자신이 체크한 선거용지를 알 수 없으므로(증거가 없음), 부정선거 논란이 끊이지 않는 치명적인 약점이 있다.

#### 각국의 선거 예
일부 공산권 국가 (폴란드, 루마니아, 몽골, 남예멘, 불가리아, 알바니아, 독일 민주 공화국, 모잠비크, 앙골라, 베냉, 소말리아, 콩고 공화국, 아프가니스탄, 에티오피아 (오늘날의 에리트레아를 포함한다.), 헝가리, 체코슬로바키아 (오늘날의 체코와 슬로바키아), 소비에트 연방 (오늘날의 러시아, 우크라이나, 벨라루스, 리투아니아, 라트비아, 에스토니아, 조지아, 아르메니아, 아제르바이잔, 몰도바, 우즈베키스탄, 카자흐스탄, 투르크메니스탄, 타지키스탄, 키르기스스탄), 캄보디아, 라오스, 구유고 연방 (오늘날의 슬로베니아, 크로아티아, 보스니아 헤르체고비나, 세르비아, 몬테네그로, 마케도니아 공화국)은 과거에 공개 선거의 시행을 중단하였으나, 베트남, 중화인민공화국(단 홍콩과마카오는 강제로 비밀선거함), 쿠바, 조선민주주의인민공화국에서는 아직도 흑백투표제를 시행한다.)에서는 흑백투표제라는 일종의 공개 선거를 시행한다.
미국의 경우 1880년대 이전에는 대부분의 주에서 비밀투표가 이루어지지 않았다. 각 정당은 자체적으로 자당의 후보 이름만 인쇄한 투표용지를 지지자에게 나누었고, 유권자는 투표소에 가서 그 표를 투표함에 넣기만하여 어느 쪽에 투표를 했는지 알 수 있었다.